# Buscheto

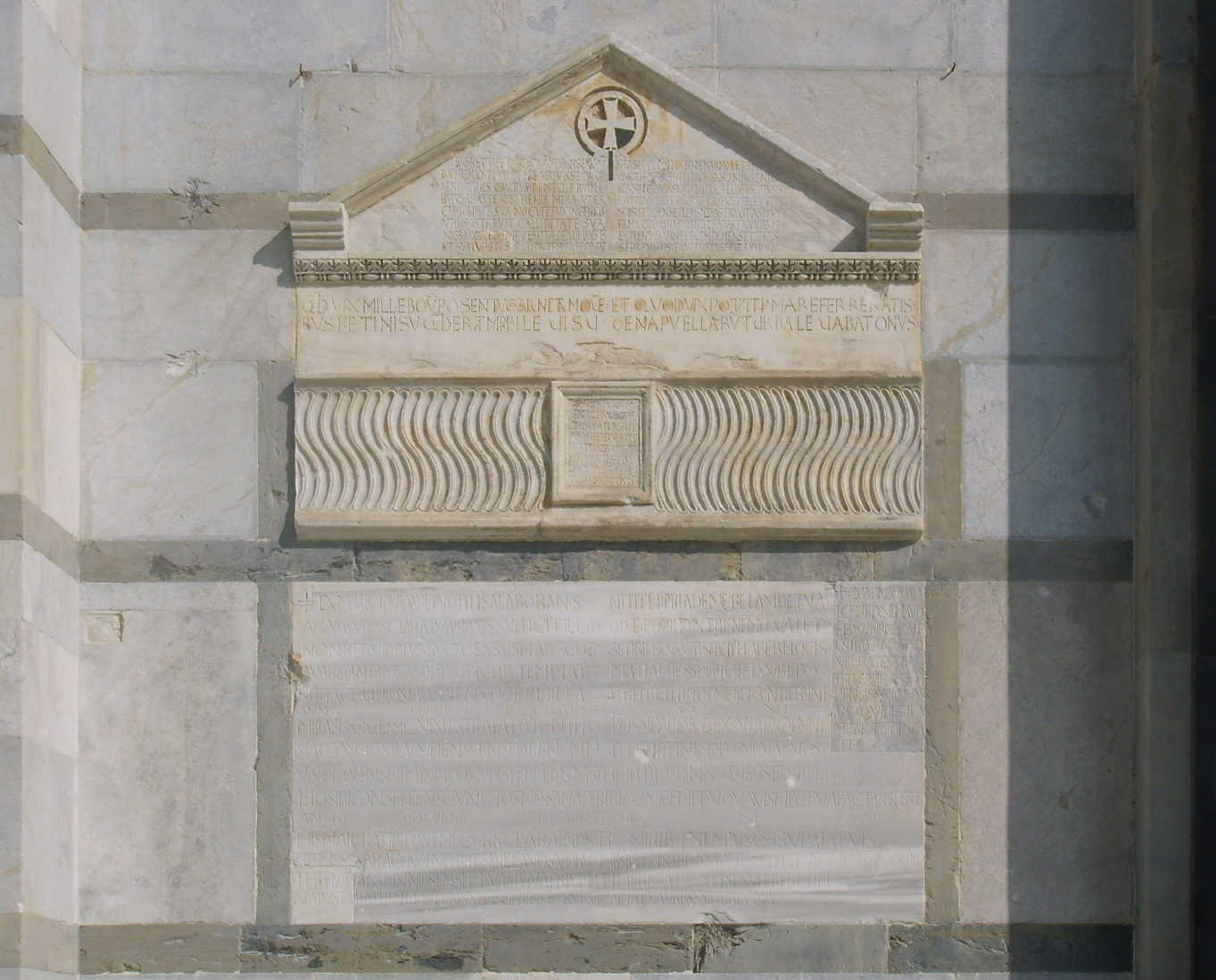
Sarcófago de Buscheto

Buscheto fue el arquitecto encargado de la Catedral de Pisa a fines del siglo XI e inicios del XII. Murió alrededor del año 1110. Su nombre como arquitecto de la catedral consta por dos documentos sobre las obras en la catedral del año 1104 y 1110 respectivamente además de un pergamino donde se habla de él como hijo de un tal Juan.
Hay un epígrafe sepulcral colocado en la primera arcada ciega de la fachada que también atestigua su nombre y donde reposan sus restos:
et quod vix potuit per mare ferre ratis.

Busketi nisu, quod erat mirabile visu,

También hay otra inscripción que muestra más claramente el aprecio que se ganó con su trabajo:
La homogeneidad de todo el edificio hacía pensar que todo él habría sido proyectado y realizado por Buscheto. Sin embargo, en 1866 se encontraron algunas irregularidades que sugieren trabajos realizados en fases. 
De cualquier forma, los diversos elementos del conjunto muestran la habilidad y conocimiento que Buscheto tenía y aplicaba en la catedral. El uso de una planta basilical de cinco naves es una reminiscencia de la arquitectura romana. Lo mismo se puede decir del uso de columnas monolíticas y capiteles corintios. Los dos niveles del matroneo atestiguan la influencia de la arquitectura paleocristiana. 